# Boïnitsa (Vidin)
Pour l’article homonyme, voir Boïnitsa.
Boïnitsa(en bulgare Бойница) est un village situé dans le nord-ouest de la Bulgarie.

## Géographie
Le village de Boïnitsa est situé à l'extrémité nord-ouest de la Bulgarie, à 215 km au nord-nord-ouest de Sofia.
Le village est le chef-lieu de la commune de Boïnitsa, qui fait partie de la région de Vidin.

## Histoire
Lors de son retour d'Italie, en 480, Attila aurait hiverné dans les environs de Boïnitsa et y aurait laissé ses deux fils Sibin et Petso.
Une école primaire fut ouverte à Boïnitsa en 1858.